# Cladura machidella
Cladura machidella là một loài ruồi trong họ Limoniidae. Chúng phân bố ở miền Cổ bắc.